# Кутантал
Кутанта́л (каз. Қотантал) — село у складі Чингірлауського району Західноказахстанської області Казахстану. Входить до складу Акбулацького сільського округу.
У радянські часи село називалось Котантал.
Населення — 17 осіб (2021; 128 у 2009, 288 у 1999, 302 у 1989).